# Série Z
Pour les articles homonymes, voir Z.

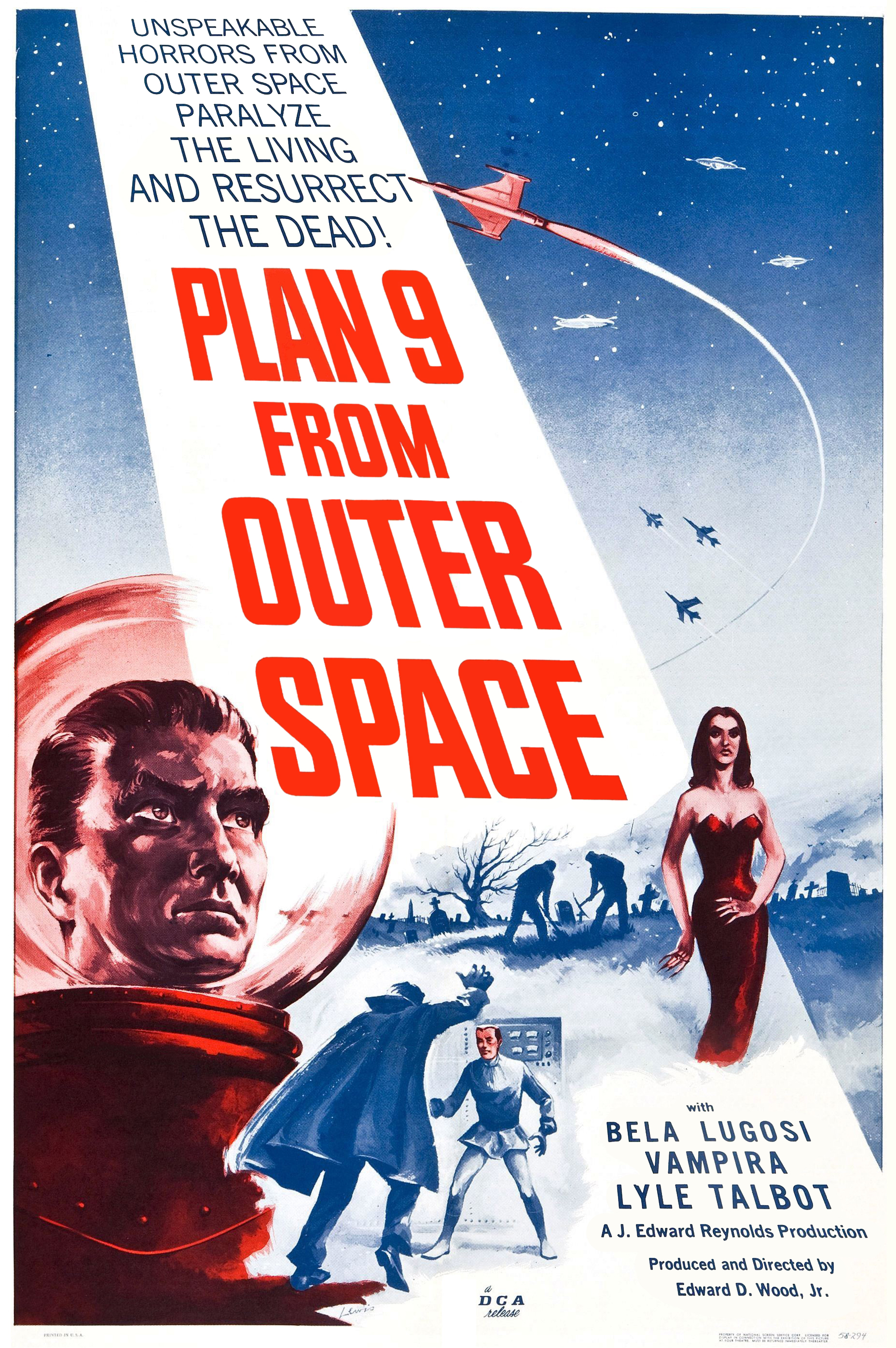
Le film au budget très limité Plan 9 from Outer Space (1959) de Ed Wood est devenu l'un des films Z les plus célèbres, qualifié de « pire film jamais réalisé ».

Une série Z ou film Z (Z movie) désigne une œuvre cinématographique bon marché ou de mauvaise qualité. L'expression s'utilise généralement par dérision ; il ne s'agit pas d'un classement officiel mais d'un jugement de valeur, avec ce que cela implique de subjectivité. Le terme sous-entend généralement une production cinématographique de piètre qualité artistique.
Selon le site spécialisé Nanarland : « La série Z est le parent pauvre de la série B, qui est elle-même le parent pauvre du grand cinéma. Si le budget d'une série B est modeste, celui d'une série Z est indigent. Le terme de série Z étant employé la plupart du temps pour qualifier négativement une série B jugée particulièrement médiocre et fauchée, il est généralement synonyme de grande pauvreté artistique ».
Le terme « série Z » est une invention de passionnés dans le milieu des fanzines (journaux amateurs consacrés à des œuvres méprisées par la critique, surtout dans le genre des films d'horreur).

## Caractéristiques
Un film catégorisé comme « série Z » présente généralement une ou plusieurs des caractéristiques suivantes : budget faible, mauvaise interprétation des comédiens, mauvaise postproduction (montage, postsynchronisation, effets spéciaux), erreurs techniques plus ou moins flagrantes (par exemple, micro du perchman visible à l'image, etc.).
Les séries Z s’avèrent souvent plus alléchantes qu’elles ne le sont réellement, car rares sont celles qui peuvent se permettre d’offrir tout ce qui était envisagé au départ, la faute en grande partie aux budgets dérisoires, le manque de moyens se ressentant fortement à l'arrivée.
Certains cinéastes se sont, volontairement ou non, spécialisés dans ce genre de productions, rapides et peu onéreuses, tel Ed Wood, souvent qualifié de « plus mauvais réalisateur de tous les temps », dont les films sont considérés comme des archétypes de la catégorie. On peut aussi citer l'exemple Uwe Boll, dont l'insuccès critique de ses films aurait normalement pu ralentir sa carrière de réalisateur, mais ne le fut pas, grâce au système de financement allemand.

## Quelques réalisateurs
- Al Adamson (États-Unis)[réf. nécessaire]
- Andreas Bethmann (Allemagne)[5]
- Uwe Boll (Allemagne)[6]
- Léon Paul De Bruyn (Belgique flamande)[7]
- Godfrey Ho (Hong Kong)
- Bruno Mattei (Italie)[8]
- Norbert Moutier (France)[9]
- Teddy Page, (Philippines)[10]
- Fred Olen Ray (États-Unis)[11]
- Jean-Jacques Rousseau (Belgique wallonne)[12]
- Andreas Schnaas (Allemagne)[réf. nécessaire]
- Richard J. Thomson (France)[13]
- Richard Wolstencroft (Australie)[réf. nécessaire]
- Ed Wood (États-Unis), alias le « Symbole du cinéaste de série Z »[3]

## Quelques sociétés de production
- Haxan films (France)[réf. nécessaire]
- Mad movies (France)[réf. nécessaire]
- Uncut movies (France)[réf. nécessaire]
- AJC (France)[réf. nécessaire]
- Dark (France)[réf. nécessaire]
- Troma (États-Unis)[réf. nécessaire]
- Culte Classic[réf. nécessaire]
- American Video (États-Unis)[réf. nécessaire]
- Kinavesa (ou Silver Star pour l'international) (Philippines)[14]

## Quelques films
- 1959 : Plan 9 from Outer Space (États-Unis)[15]
- 1961 : The Beast of Yucca Flats (États-Unis)[réf. nécessaire]
- 1978 : L'Attaque des tomates tueuses (États-Unis)[réf. nécessaire]
- 1985 : The Toxic avenger (États-Unis)[réf. nécessaire]
- 1989 : Violent Shit (Allemagne)[réf. nécessaire]
- 1994 : Dinosaur from the Deep (France)[16]
- 1996 : Time Demon (France)
- 1998 : Jurassic Trash (France)
- 1999 : L'Attaque de la moussaka géante (Grèce)[17]
- 2006 : Poultrygeist: Night of the Chicken Dead (États-Unis)[réf. nécessaire]
- 2008 : Leviathan (États-Unis)[18]
- 2012 : Dead Sushi (Japon)

## Dans la culture populaire
- J.M. Erre, Série Z (roman), éditions Buchet-Chastel, 2010.